# Nuoto ai campionati mondiali di nuoto 2017 - 100 metri stile libero femminili
La gara di nuoto dei 100 metri stile libero femminili dei campionati mondiali di nuoto 2017 è stata disputata il 27 luglio e il 28 luglio presso la Duna Aréna di Budapest. Vi hanno preso parte 78 atlete provenienti da 71 nazioni.
La competizione è stata vinta dalla nuotatrice statunitense Simone Manuel, mentre l'argento e il bronzo sono andati rispettivamente alla svedese Sarah Sjöström e alla danese Pernille Blume.

## Medaglie
| Posizione | Atleta         | Nazionalità |
| --------- | -------------- | ----------- |
| Oro       | Simone Manuel  | Stati Uniti |
| Argento   | Sarah Sjöström | Svezia      |
| Bronzo    | Pernille Blume | Danimarca   |

## Programma
| Data           | Ora (UTC+2) | Turno      |
| -------------- | ----------- | ---------- |
| 27 luglio 2017 | 9:30        | Batterie   |
| 27 luglio 2017 | 17:41       | Semifinali |
| 28 luglio 2017 | 17:32       | Finale     |

## Record
Prima della manifestazione il record del mondo e il record dei campionati erano i seguenti.
| Record mondiale       | 52"06 | Cate Campbell Australia | 2 luglio 2016 Brisbane, Australia |
| Record dei campionati | 52"07 | Britta Steffen Germania | 31 luglio 2009 Roma, Italia       |

Durante la competizione è stato battuto il seguente record:
| Data      | Evento                     | Atleta         | Nazione | Tempo | Record                                  |
| --------- | -------------------------- | -------------- | ------- | ----- | --------------------------------------- |
| 23 luglio | Finale 4x100m stile libero | Sarah Sjöström | Svezia  | 51"71 | Record mondiale · Record dei campionati |

## Risultati

### Batterie
| Posizione | Batteria | Corsia | Atleta                 | Nazionalità                   | Tempo   | Note  |
| --------- | -------- | ------ | ---------------------- | ----------------------------- | ------- | ----- |
| 1         | 8        | 4      | Sarah Sjöström         | Svezia                        | 53"01   | Q     |
| 2         | 7        | 6      | Pernille Blume         | Danimarca                     | 53"13   | Q, RN |
| 3         | 6        | 4      | Simone Manuel          | Stati Uniti                   | 53"17   | Q     |
| 4         | 8        | 5      | Penny Oleksiak         | Canada                        | 53"18   | Q     |
| 5         | 6        | 5      | Mallory Comerford      | Stati Uniti                   | 53"42   | Q     |
| 6         | 8        | 3      | Ranomi Kromowidjojo    | Paesi Bassi                   | 53"45   | Q     |
| 7         | 7        | 5      | Emma McKeon            | Australia                     | 53"47   | Q     |
| 8         | 7        | 4      | Bronte Campbell        | Australia                     | 53"56   | Q     |
| 9         | 7        | 3      | Federica Pellegrini    | Italia                        | 53"92   | Q     |
| 10        | 6        | 6      | Charlotte Bonnet       | Francia                       | 54"00   | Q     |
| 10        | 8        | 6      | Zhu Menghui            | Cina                          | 54"00   | Q     |
| 12        | 7        | 2      | Sandrine Mainville     | Canada                        | 54"22   | Q     |
| 13        | 6        | 3      | Michelle Coleman       | Svezia                        | 54"23   | Q     |
| 14        | 8        | 7      | Freya Anderson         | Gran Bretagna                 | 54"25   | Q     |
| 15        | 6        | 1      | Siobhan Haughey        | Hong Kong                     | 54"45   | Q     |
| 16        | 6        | 7      | Maud van der Meer      | Paesi Bassi                   | 54"49   | QSO   |
| 16        | 8        | 1      | Andrea Murez           | Israele                       | 54"49   | QSO   |
| 18        | 7        | 7      | Ai Yanhan              | Cina                          | 54"54   |       |
| 19        | 6        | 2      | Silvia Di Pietro       | Italia                        | 54"74   |       |
| 20        | 7        | 1      | Maria Ugolkova         | Svizzera                      | 54"81   |       |
| 21        | 8        | 2      | Rikako Ikee            | Giappone                      | 54"91   |       |
| 22        | 8        | 8      | Manuella Lyrio         | Brasile                       | 55"32   |       |
| 23        | 6        | 8      | Signe Bro              | Danimarca                     | 55"40   |       |
| 24        | 5        | 5      | Erin Gallagher         | Sudafrica                     | 55"46   |       |
| 25        | 8        | 9      | Farida Osman           | Egitto                        | 55"52   |       |
| 26        | 7        | 9      | Anna Kolářová          | Rep. Ceca                     | 55"73   |       |
| 27        | 7        | 0      | Yuliya Khitraya        | Bielorussia                   | 55"77   |       |
| 28        | 6        | 9      | Fanni Gyurinovics      | Ungheria                      | 55"86   |       |
| 29        | 8        | 0      | Julie Meynen           | Lussemburgo                   | 55"99   |       |
| 30        | 5        | 7      | Bryndis Hansen         | Islanda                       | 56"11   |       |
| 31        | 5        | 6      | Lotta Nevalainen       | Finlandia                     | 56"31   |       |
| 32        | 7        | 8      | Rozaliya Nasretdinova  | Russia                        | 56"34   |       |
| 33        | 6        | 0      | Susann Bjørnsen        | Norvegia                      | 56"56   |       |
| 33        | 4        | 4      | Anastasia Bogdanovski  | Macedonia                     | 56"56   |       |
| 35        | 5        | 3      | Gabrielle Fa'amausili  | Nuova Zelanda                 | 56"60   |       |
| 36        | 5        | 2      | Jasmine Alkhaldi       | Filippine                     | 56"70   |       |
| 37        | 5        | 8      | Gabriela Ņikitina      | Lettonia                      | 56"77   |       |
| 38        | 5        | 1      | McKenna de Bever       | Perù                          | 56"95   |       |
| 39        | 4        | 5      | Karen Torrez           | Bolivia                       | 57"28   |       |
| 40        | 5        | 4      | Liliana Ibáñez         | Messico                       | 57"40   |       |
| 41        | 4        | 6      | Julimar Avila          | Honduras                      | 57"82   |       |
| 42        | 5        | 9      | Felicity Passon        | Seychelles                    | 57"99   |       |
| 43        | 4        | 2      | Inés Remersaro         | Uruguay                       | 58"27   |       |
| 44        | 4        | 3      | Kimiko Raheem          | Sri Lanka                     | 58"35   |       |
| 45        | 4        | 1      | Matelita Buadromo      | Figi                          | 58"53   |       |
| 46        | 1        | 3      | Elodie Poo-cheong      | Mauritius                     | 58"76   |       |
| 47        | 5        | 0      | Allyson Ponson         | Aruba                         | 58"81   |       |
| 48        | 3        | 4      | Mónica Ramírez         | Andorra                       | 58"85   |       |
| 49        | 4        | 9      | Arianna Sanna          | Rep. Dominicana               | 59"03   |       |
| 50        | 3        | 2      | Devyn Leask            | Zimbabwe                      | 59"08   |       |
| 50        | 4        | 7      | Bayan Jumah            | Siria                         | 59"08   |       |
| 52        | 1        | 2      | Ani Poghosyan          | Armenia                       | 59"27   |       |
| 53        | 3        | 3      | Talita Baqlah          | Giordania                     | 59"33   |       |
| 54        | 4        | 8      | Catharine Cooper       | Panama                        | 59"37   |       |
| 55        | 3        | 1      | Tan Chi Yan            | Macao                         | 59"38   |       |
| 56        | 4        | 0      | Gabriela Santis        | Guatemala                     | 59"54   |       |
| 57        | 3        | 5      | Jovana Terzić          | Montenegro                    | 59"86   |       |
| 58        | 3        | 8      | Nikol Merizaj          | Albania                       | 1'00"04 |       |
| 59        | 3        | 9      | Lani Cabrera           | Barbados                      | 1'00"75 |       |
| 60        | 2        | 1      | Sonia Tumiotto         | Tanzania                      | 1'09"00 |       |
| 61        | 3        | 6      | Ana Sofia Nóbrega      | Angola                        | 1'00"92 |       |
| 61        | 1        | 6      | Batbayaryn Enkhkhuslen | Mongolia                      | 1'00"92 |       |
| 63        | 1        | 4      | Gabriela Hernandez     | Nicaragua                     | 1'01"15 |       |
| 64        | 3        | 0      | Jeanne Boutbien        | Senegal                       | 1'01"30 |       |
| 65        | 1        | 8      | Park Mi-song           | Corea del Nord                | 1'02"24 |       |
| 66        | 2        | 5      | Mikaili Charlemagne    | Saint Lucia                   | 1'02"59 |       |
| 67        | 2        | 4      | Flaka Pruthi           | Kosovo                        | 1'03"81 |       |
| 68        | 2        | 3      | Ann-Marie Hepler       | Isole Marshall                | 1'04"01 |       |
| 69        | 2        | 8      | Sofia Shah             | Nepal                         | 1'04"83 |       |
| 70        | 2        | 6      | Bianca Mitchell        | Antigua e Barbuda             | 1'05"06 |       |
| 71        | 2        | 2      | Mineri Gomez           | Guam                          | 1'05"09 |       |
| 72        | 2        | 7      | Charissa Panuve        | Tonga                         | 1'05"47 |       |
| 73        | 2        | 0      | Anastasiya Tyurina     | Tagikistan                    | 1'09"14 |       |
| 74        | 1        | 1      | Aminath Shajan         | Maldive                       | 1'10"17 |       |
| 75        | 2        | 9      | Tayamika Chang'anamuno | Malawi                        | 1'10"84 |       |
| 76        | 1        | 5      | Jin Ju Thompson        | Isole Marianne Settentrionali | 1'12"07 |       |
| 77        | 1        | 7      | Lidwine Uwase          | Ruanda                        | 1'16"00 |       |
| 78        | 1        | 0      | Imelda Ximenes Belo    | Timor Est                     | 1'19"52 |       |
| -         | 1        | 9      | Lena Irankunda         | Burundi                       | -       | DNS   |

### Spareggio
| Posizione | Corsia | Atleta            | Nazionalità | Tempo | Note  |
| --------- | ------ | ----------------- | ----------- | ----- | ----- |
| 1         | 5      | Andrea Murez      | Israele     | 54"20 | Q, RN |
| 2         | 4      | Maud van der Meer | Paesi Bassi | 54"49 |       |

### Semifinali
| Posizione | Semifinale | Corsia | Atleta              | Nazionalità | Tempo | Note  |
| --------- | ---------- | ------ | ------------------- | ----------- | ----- | ----- |
| 1         | 2          | 4      | Sarah Sjöström      | Svezia      | 52"44 | Q     |
| 2         | 2          | 5      | Simone Manuel       | Stati Uniti | 52"69 | Q     |
| 3         | 2          | 3      | Mallory Comerford   | Stati Uniti | 52"85 | Q     |
| 4         | 1          | 4      | Pernille Blume      | Danimarca   | 52"99 | Q, RN |
| 5         | 1          | 6      | Bronte Campbell     | Australia   | 53"04 | Q     |
| 6         | 1          | 5      | Penny Oleksiak      | Canada      | 53"05 | Q     |
| 7         | 1          | 3      | Ranomi Kromowidjojo | Paesi Bassi | 53"09 | Q     |
| 8         | 2          | 6      | Emma McKeon         | Australia   | 53"20 | Q     |
| 9         | 2          | 1      | Michelle Coleman    | Svezia      | 53"51 |       |
| 10        | 1          | 2      | Charlotte Bonnet    | Francia     | 53"77 |       |
| 11        | 2          | 7      | Zhu Menghui         | Cina        | 53"85 |       |
| 12        | 1          | 1      | Freya Anderson      | Regno Unito | 53"91 |       |
| 13        | 1          | 7      | Sandrine Mainville  | Canada      | 54"01 |       |
| 14        | 2          | 8      | Siobhán Haughey     | Hong Kong   | 54"05 |       |
| 15        | 2          | 2      | Federica Pellegrini | Italia      | 54"26 |       |
| 16        | 1          | 8      | Andrea Murez        | Israele     | 54"62 |       |

### Finale
| Posizione | Corsia | Atleta              | Nazionalità | Tempo | Note |
| --------- | ------ | ------------------- | ----------- | ----- | ---- |
|           | 5      | Simone Manuel       | Stati Uniti | 52"27 | AM   |
|           | 4      | Sarah Sjöström      | Svezia      | 52"31 |      |
|           | 6      | Pernille Blume      | Danimarca   | 52"69 | RN   |
| 4         | 3      | Mallory Comerford   | Stati Uniti | 52"77 |      |
| 5         | 1      | Ranomi Kromowidjojo | Paesi Bassi | 52"78 |      |
| 6         | 7      | Penny Oleksiak      | Canada      | 52"94 |      |
| 7         | 2      | Bronte Campbell     | Australia   | 53"18 |      |
| 8         | 8      | Emma McKeon         | Australia   | 53"21 |      |